# Cyrtopogon rainieri
Cyrtopogon rainieri là một loài ruồi trong họ Asilidae. Cyrtopogon rainieri được Wilcox & Martin miêu tả năm 1936. Loài này phân bố ở vùng Tân Bắc giới.